# Patera de Bakhtadze
Bakhtadze Patera
Pour les articles homonymes, voir Bakhtadze.
La patera de Bakhtadze (désignation internationale : Bakhtadze Patera) est une patera située sur Vénus dans le quadrangle de Bellona Fossae. Elle a été nommée en référence à Kseniya Bakhtadze, généticienne du thé géorgienne (1899–1978).